# Rudki (hromada)
Rudki – hromada terytorialna w rejonie samborskim obwodu lwowskiego Ukrainy. Siedzibą hromady jest miasto Rudki.
Hromadę utworzono w 2017 roku w ramach reformy decentralizacji. W jej skład weszły miejscowości z dotychczasowych rad: Rudki, Pohorce, Podhajczyki, Susułów, Czajkowice. W 2020 roku dołączyły miejscowości z kolejnych dotychczasowych silskich rad: Łuki, Kupnowice, Woszczańce, Michalewice, Nikłowice, Nowosiółki Gościnne, Rozdziałowice, Wisznia.  

## Miejscowości hromady
W skład hromady wchodzi miasto Rudki i 33 miejscowości:

- Rudki – miasto, centrum hromady
- Chłopczyce
- Czajkowice
- Czernichów
- Dołobów
- Jaremków
- Kanafosty
- Kołbajowice
- Koniuszki Królewskie
- Koniuszki Tuligłowskie
- Krukowiec
- Kupnowice
- Łuki
- Malinów
- Michalewice
- Nikłowice
- Nowosiółki Gościnne
- Nyżnie
- Orchowice
- Ostrów
- Ostrów Nowy
- Podhajczyki
- Pohorce
- Podolce
- Rozdziałowice
- Susułów
- Szeptyce
- Wańkowice
- Wistowice
- Wisznia
- Woszczańce
- Zadnistriany
- Zagórze
- Zagórze